# Русский осётр

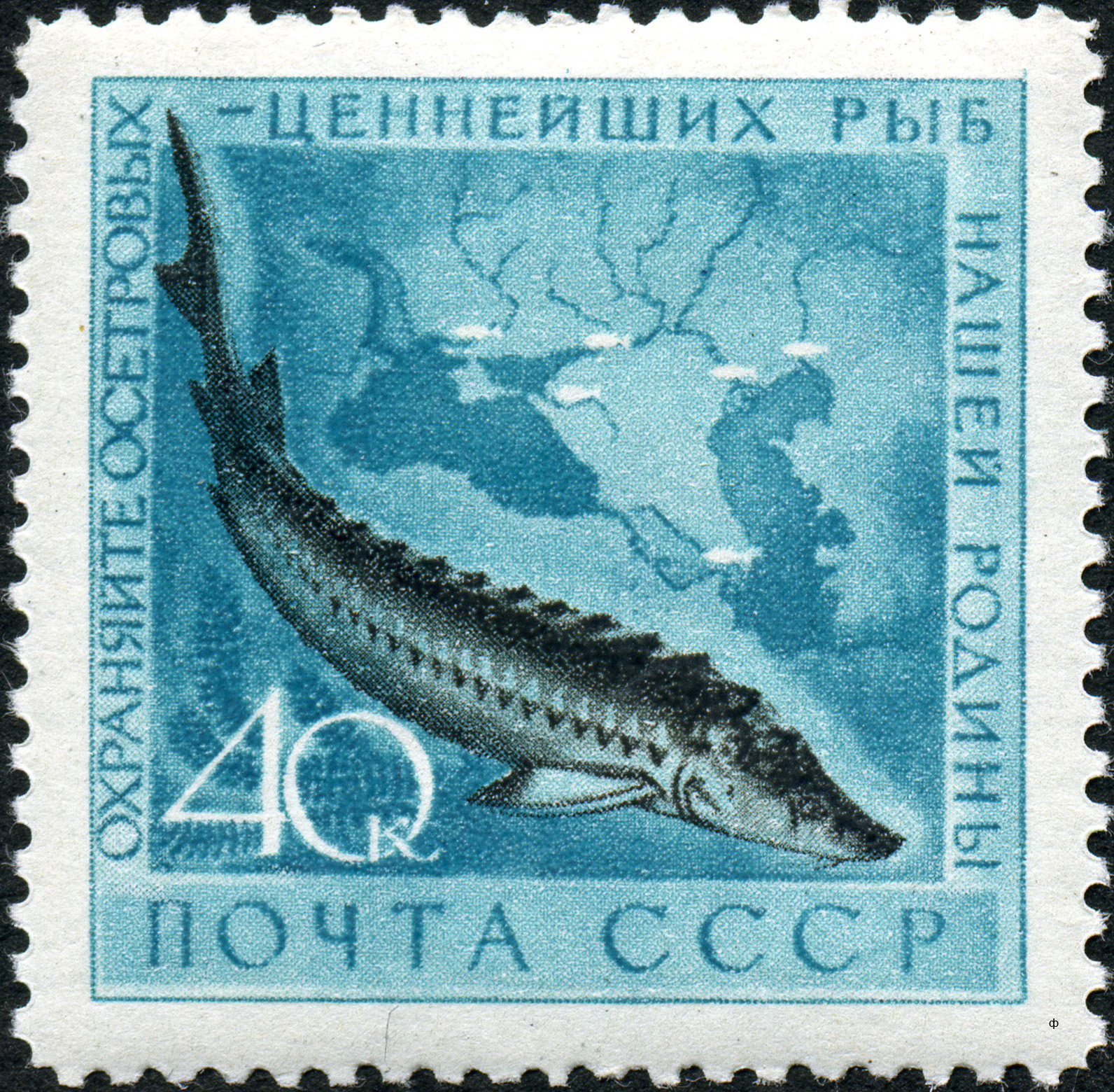
Почтовая марка СССР, 1959 год

Русский осётр (лат. Acipenser gueldenstaedtii) — рыба семейства осетровых, образует проходную и жилую (пресноводную) формы. В Красной книге России указан как проходной вид, который заходит в реки из моря только на нерест, находится на грани исчезновения. Существовавшая в прошлом на средней и нижней Волге мелкая жилая форма в настоящее время исчезла. Вид включён в Красную книгу МСОП, как находящийся на грани исчезновения.

## Ареал
Населяет Каспийское, Чёрное и Азовское моря. Встречается в Волге и Урале. Нереститься входит в Волгу, Урал, Терек, Сулак, Самур, Сефидруд, Горган, Баболь, Дунай, Днепр, Риони, Мзымту, Псоу, Дон, Кубань, Куру.

### Миграции
В Каспийском море русский осётр совершает нерестовые и нагульные миграции: весной они направлены на север и в прибрежную полосу, а осенью — на юг и в более глубокие участки моря. Основной осетровой рекой является Волга.
В Волге выше дельты массовый ход осетра происходит в июле (в низовьях Волги пик иногда приходится на июнь), в Урале наблюдают два пика: весной (в апреле—мае) и в конце лета — осенью, в Куру ход на протяжении всего года с пиком в марте—апреле. Пришедшая весной и частично летом рыба нерестится в год захода в реку; осетры, вошедшие в реку летом и осенью, зимуют там и нерестятся ранней весной на следующий год. Отметав икру, осетры скатываются в море, где происходит нагул до следующего нереста. В Азовском бассейне сохранились нерестовые миграции осетра в Дон.

## Описание
Жаберные перепонки приращены к межжаберному промежутку, складка под ним отсутствует. Рыло короткое, закруглённое. Нижняя губа прерывистая. Усики лишены бахромы, не достигают рта; в отогнутом вперёд состоянии достают до конца рыла. Тело между рядами жучек обычно покрыто рядами звездчатых пластинок. Количество лучей в первом спинном плавнике 25—51, в анальном 19—36, спинных жучек 8—18, боковых — 23—50, брюшных — 6—13; жаберных тычинок 9—31. Спина серо-коричневого цвета, бока серо-желтые, брюхо светлое.

## Биология
Продолжительность жизни осетра русского до 46 лет. Средняя масса тела 15—25 кг. Максимальная длина тела 236 см, а масса — 115 кг.

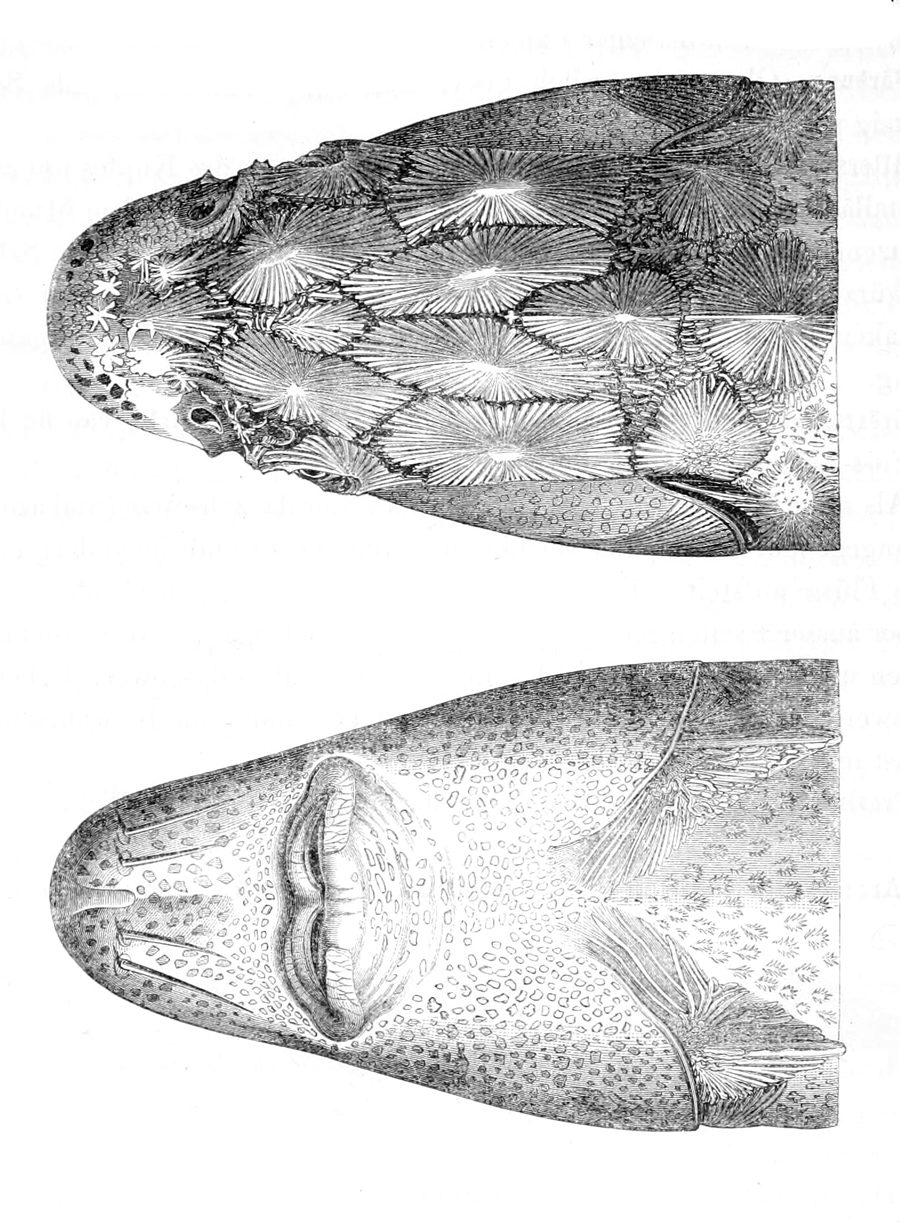
Голова русского осетра, вид сверху и снизу

### Размножение
Нерест происходит в низовьях зарегулированных рек (Волге, Тереке, Куре, Сефидруде) и Урале. После постройки ГЭС у Волгограда, в Волге сократилась протяжённость нерестовых миграций, сохранились незначительные по размеру нерестилища ниже плотины. Размножение происходит при 9—15 °С. До зарегулирования в 1952 году реки Дон, основные нерестилища располагались в 400—500 км от устья. После зарегулирования утрачено около 80 % площадей нерестилищ, осётр нерестится ниже Цимлянской плотины. Эффективный нерест возможен только в полноводные годы.
Самцы становятся половозрелыми в возрасте 8—13 лет; самки — 8—20 лет. Большинство самок нерестится второй раз в возрасте 17—23-х лет (80 %), третий раз — в возрасте 21—24-х лет (87 %). Средний возраст самок при первом — четвёртом нерестах 15, 20, 22 и 24,5 года, у самцов — 12,5, 16,2 и 18,8 года. Средняя масса в промысловых уловах в 1960—1968 гг. 22 кг, в 1970—1975 гг. — 12 кг.
Клейкие икринки откладываются на субстрат, могут развиваться и свободном виде между камнями. Длина предличинок 11—12,5 мм. Период питания желтком 1—10 дней, смешанного питания — с 10 по 15-й день. В настоящее время молодь осетра почти не задерживается в реке, в Волге интенсивный скат происходит в конце июня — начале июля, в Куре — в июле. Размер покатных мальков в Волге 21—50 мм, в Куре — 25—85 мм.
В искусственных условиях икра, после обесклеивания, инкубируется в аппаратах Ющенко, личинки и молодь содержатся в бассейнах и прудах.

### Питание
В Каспийском море сеголетки питаются мизидами, гаммаридами, амфиподами. Рыбы появляются в рационе при достижении осетрами длины 26 см. Взрослые особи питаются ракообразными, моллюсками и рыбами (кильки, сельди, атерина, шемая, кефали).
Основу рациона осетров возрастом 2—3 года в Таганрогском заливе составляют бычки (57 %) и ракообразные (35 %). В море осетры питаются преимущественно моллюсками (абры, карбулемии, лентифиума, церастодермы) — 75—97 % и червями (до 20 %).
Основными пищевыми конкурентами в Каспийском и Азово-Черноморском бассейнах являются бычки, севрюга и камбала. На молодь русского осетра охотятся хищные рыбы. Отложенную икру поедают густера, белоглазка, пескари и прочие рыбы-бентофаги. На личинок охотится сельдь, чехонь, на мелкую молодь — бычки, сом, судак.
Осётр в природе образует помеси с белугой, севрюгой, шипом, стерлядью.
В виде гибридов может служить основой товарного осетроводства.

## Взаимодействие с человеком
Больше всего[неопределённость] русского осетра промышляли в Каспийском бассейне. Уловы в 1936—1938 гг. в советских водах составляли 7,7— 11,8 тыс. т в год. В Волге, Урале. Куре и Тереке добыча осетра в 1971—1974 гг. составила 7,7—8,8 тыс. т в год. В 1995 г. российский улов в Каспийском море равнялся 1,19 тыс. т, в 1996 г. — 0,59 тыс. т.
Доля осетра в общем вылове рыб Азовского бассейна составляла менее 1 %. Самыми высокими уловы осетра здесь были в конце 1930-х годов — 1,73 тыс. т. Средний улов в 1928—1951 гг. равнялся 0,64 тыс. т, затем — 0,35 тыс. т. В Чёрном и Азовском морях в 1995 г. уловы русского осетра составили 0,37 тыс. т., а в 1996 г. — 0,28 тыс. т.
Общий/российский вылов русского осетра в 90-е годы XX века равнялся (тыс. т): 1993 г. — 2,48/2,48; 1994 г. — 1,56/1,56; 1996 г. — 0,61/0,48; 1998 г. — 0,77/0,65; 1999 г. — 0,41/0,36; 2000 г. — 0,29/0,25.
Промысел этого вида (как и всех видов осетровых) в России, в Волго-Каспийском бассейне запрещён с 2005 года, в Азово-Черноморском бассейне — с 2000 года. С 2016 года введён международный мораторий (запрет) на промысел всех видов осетровых в Каспийском море, всеми прикаспийскими государствами.
В реках Каспийского бассейна русского осетра промышляли в основном механизированными закидными неводами и плавными сетями, в Азовском бассейне в прибрежной зоне моря — ставными неводами, в реках — закидными неводами.
Мясо осетра высоко ценится. Его заготавливали в охлаждённом и мороженом виде. Из него готовят вяленые и копченые балыки. Из части улова готовят консервы (натуральные и в томатном соусе). По ценности, зернистая чёрная икра русского осетра стоит на втором месте после белужьей. Из хорды готовят визигу, из хрящей — консервы, а из плавательного пузыря — рыбий клей.

### Охранный статус
По данным Всемирного фонда дикой природы, за 15 лет (с 1991 по 2005 годы) численность осетровых Каспийского бассейна сократилась в 38,5 раз. Численность русского осетра в Азово-Черноморском бассейне, за 20 лет (с 1988 по 2007 годы) сократилась в 67 раз. Запасы осетра продолжают снижаться, в основном из-за браконьерской добычи, а также из-за сокращения биомассы кормового бентоса.
В начале XX века русский осётр был весьма распространён, его ареал был весьма широк: в Дону он поднимался до Задонска, в Волге до Ржева, в Оке— до Калуги, встречался в реке Москве, в бассейне Клязьмы. Осётр был крупнее современного, под давлением промысла средние размеры и средний возраст добываемых рыб уменьшились.
В настоящее время, численность остающихся диких популяций практически полностью поддерживается за счёт искусственного воспроизводства. Именно русский осётр положил начало промышленному осетроводству в 1955 году, максимум объёмов выращивания достиг в 1986—1995 годах, когда выпуск молоди составлял от 40,8 до 42 млн экземпляров. К началу XXI века доля рыбы заводского происхождения в общем пополнении запасов русского осетра составляла 65 %. В последние годы, из-за невозможности заготовки производителей, искусственное воспроизводство русского осетра и выпуск молоди в нерестовые реки снизились.

### Выращивание
Русский осётр стал одним из первых объектов культивирования в рыбных хозяйствах. Это обусловлено его выдающимися гастрономическими качествами. Его икра также обладает исключительно высоким качеством, ряд специалистов ставят её даже выше белужьей. так как зерно икры русского осетра меньше, твёрже, лучше и дольше хранится, с отчётливым, почти ореховым вкусом.. В связи с резким сокращением природных запасов русского осетра, он стал объектом искусственного разведения в закрытых садках, прудах, рыбозаводах, наряду с ленским осетром, с которым может образовывать гибриды.
Эти качества сделали русского осетра весьма популярным объектом аквакультуры во всём мире. Русского осетра выращивают в Израиле, Германии, Польше, Нидерландах, Казахстане, Иране, Азербайджане, Китае.